# Atarpur
Atarpur (nep. अत्तरपुर) – gaun wikas samiti w środkowej części Nepalu  w strefie Bagmati w dystrykcie Sindhupalchowk. Według nepalskiego spisu powszechnego z 2001 roku liczył on 305 gospodarstw domowych i 1609 mieszkańców (827 kobiet i 782 mężczyzn).